# Sphingicampa

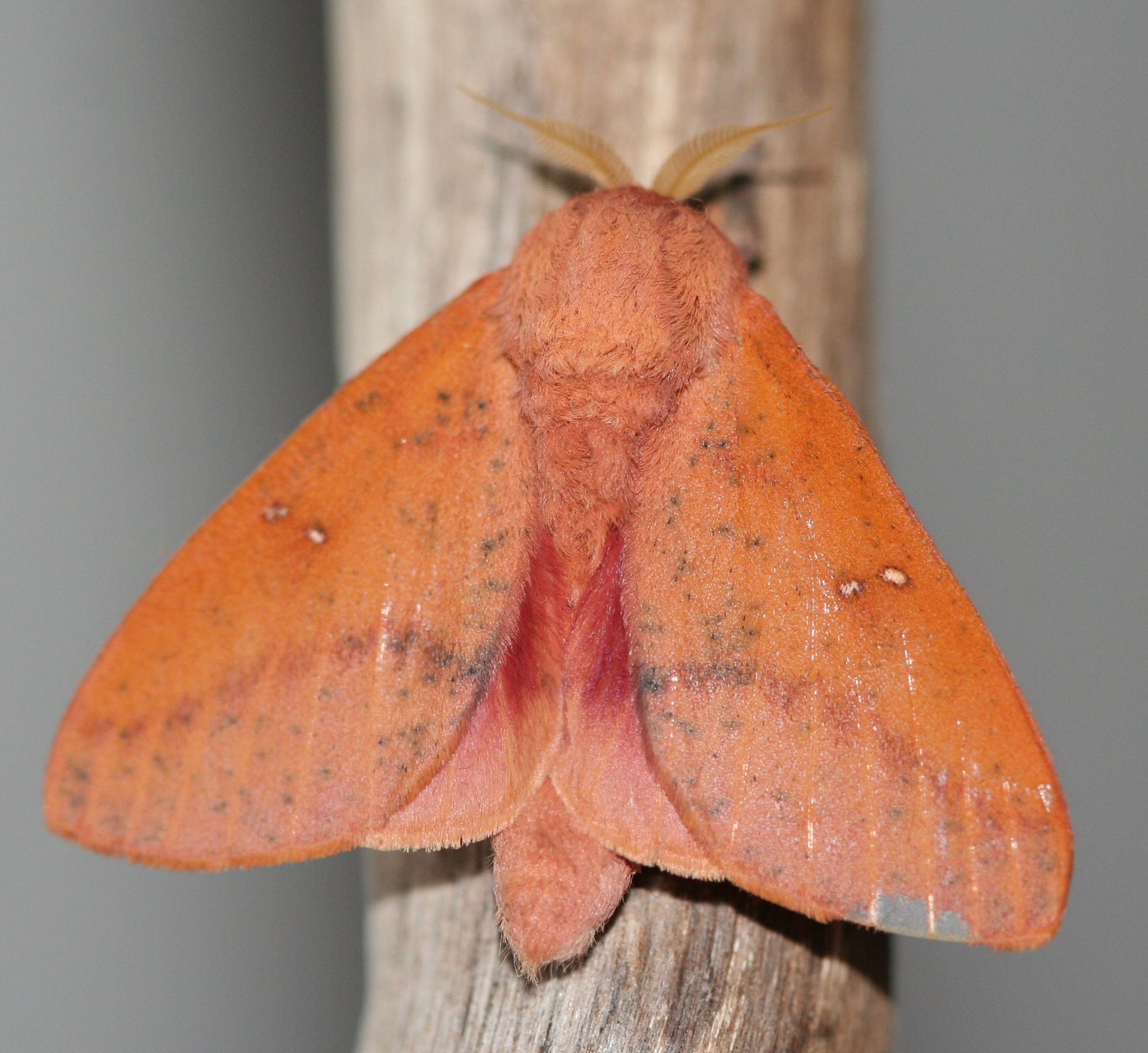
Sphingicampa bicolor

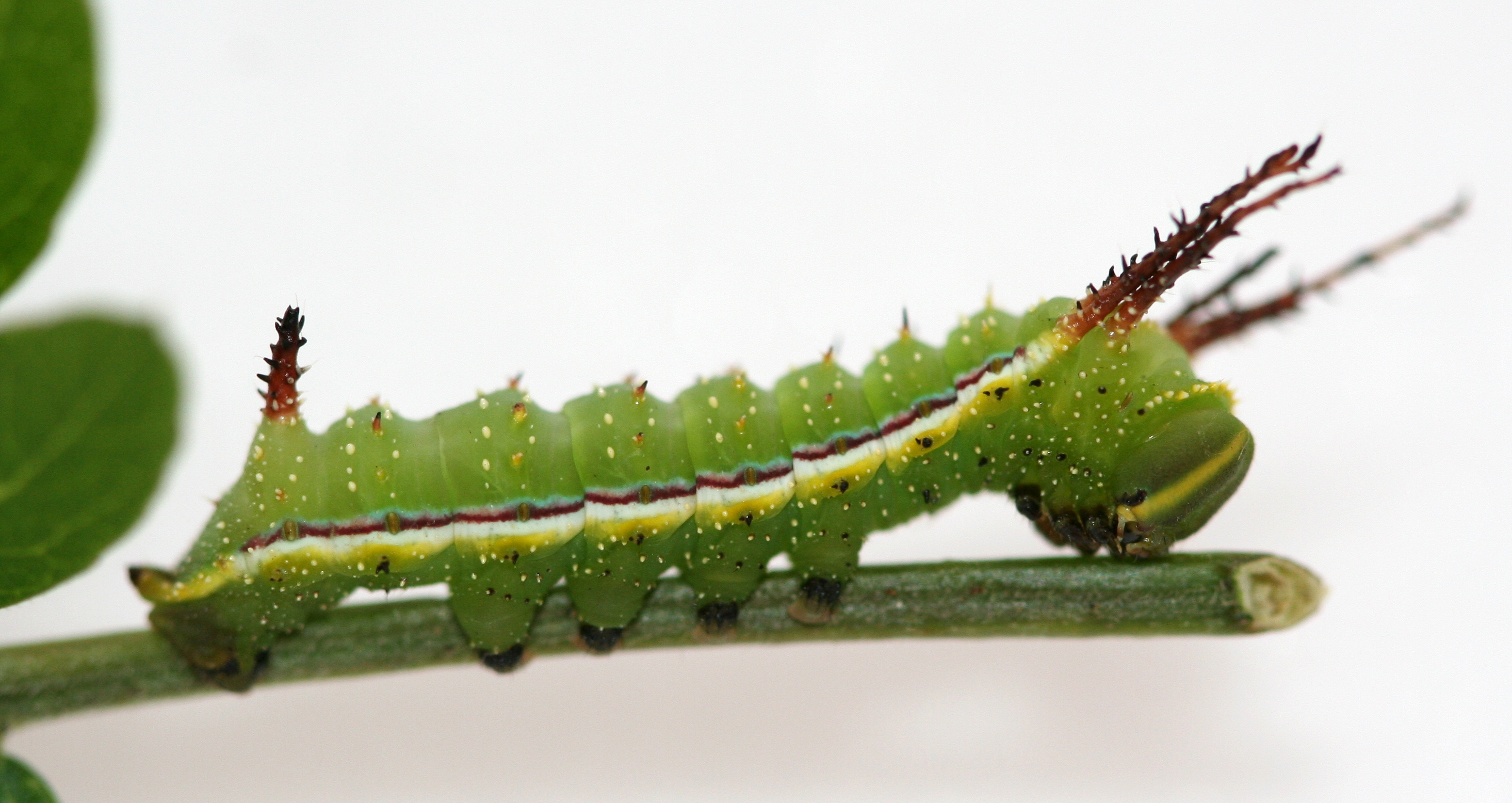
Raupe von Sphingicampa bicolor

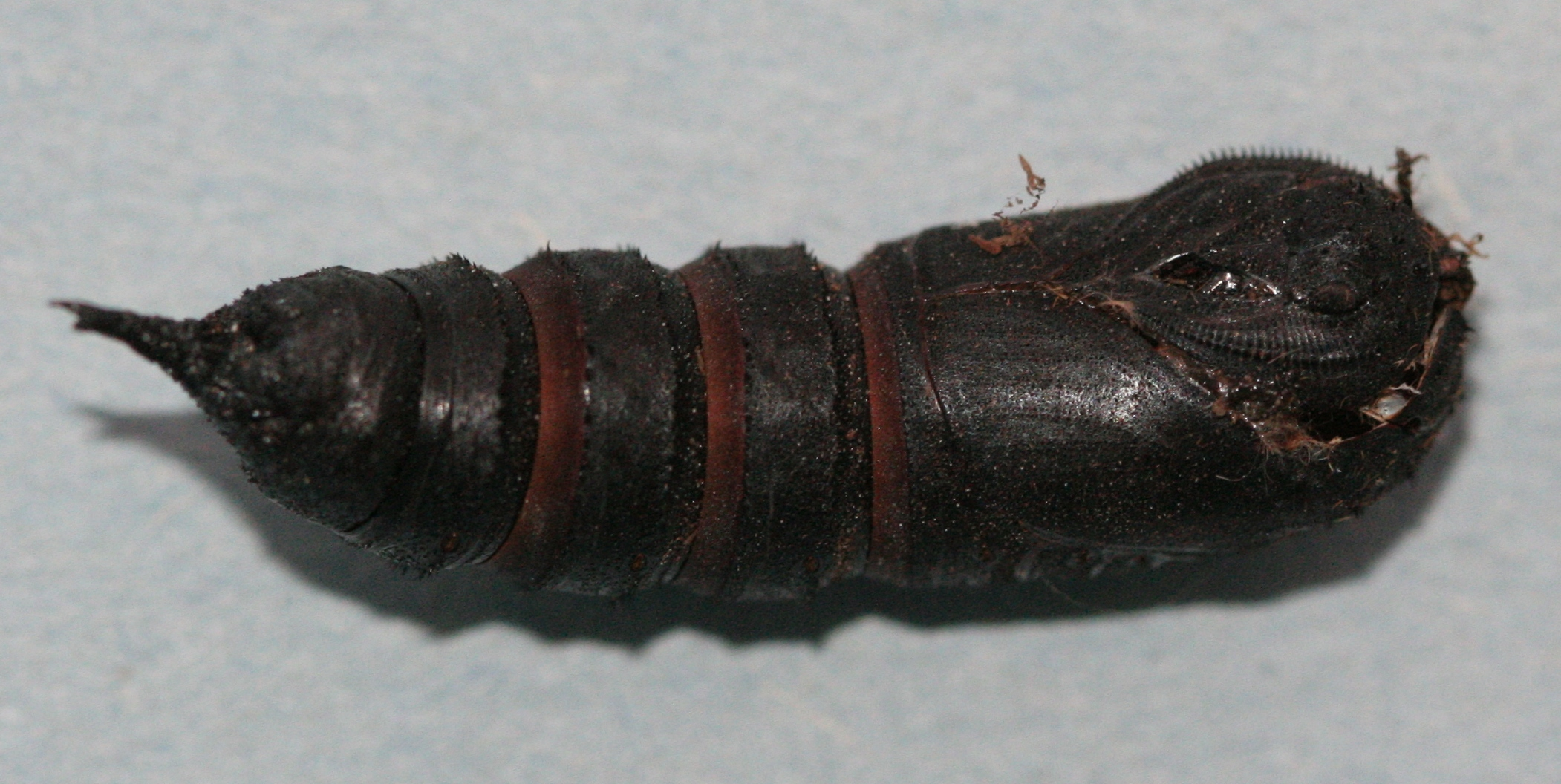
Puppe von Sphingicampa bicolor

Sphingicampa ist eine Gattung der Schmetterlinge aus der Familie der Pfauenspinner (Saturniidae). The Global Lepidoptera Names Index des Natural History Museum listet 21 Arten für die Gattung. Die Raupen einiger Arten der Gattung gehören aufgrund ihrer auffälligen langen Fortsätze (Scoli) zu den eindrucksvollsten Pfauenspinnerraupen. Die Scoli dienen vermutlich zur Tarnung, da sie die Umrisse der Raupen auf den Nahrungspflanzen auflösen. Die Scoli sind selbst innerhalb der gleichen Art in ihrem Aussehen sehr variabel. Die Größe der Scoli korreliert vermutlich mit der Blattgröße um die Tarnung zu perfektionieren. Die Raupen ernähren sich hauptsächlich von Hülsenfrüchtlern.

## Merkmale
Die Falter sind mittelgroß. In Nordamerika kann man die Gattung von den Gattungen Anisota und Dryocampa durch die Färbung der Vorder- und Hinterflügel unterscheiden.

### Präimaginalstadien
Die dorsoventral abgeflachten Eier messen ungefähr 2,5 mal 1 Millimeter und sind grün gefärbt. Die Raupen haben eine grüne Grundfarbe und tragen an den Seiten unterhalb der Stigmen auffällige weißliche Längslinien. Diese sind häufig mit einer roten bis nahezu schwarzen weiteren Linie auf Höhe der Stigmen flankiert. Am Rücken und den Seiten tragen die Raupen verlängerte Fortsätze (Scoli), die silbern bis weiß gefärbt sind und einen metallischen Schimmer aufweisen. Diese machen ihr Erscheinungsbild sehr auffällig. Auch innerhalb einer Art ist der Bau der Scoli jedoch sehr variabel. Es gibt zwei Vermutungen zum Zweck dieser Scoli. Die eine geht davon aus, dass die Raupen dadurch als Beute unattraktiver für Vögel werden. Die andere plausiblere Vermutung geht davon aus, dass die Scoli durch ihre metallische Färbung die Umrisse der Raupen auflösen. Dies wird dadurch bestätigt, dass die Anzahl der Scoli offenbar mit der Beschaffenheit der Nahrungspflanzen korreliert. So haben Arten, die an kleinblättrigen Akazien fressen, mehr silberne Scoli, als solche, die an Amerikanischer Gleditschie (Gleditsia triacanthos) fressen. Diese Vermutung scheint dadurch bestätigt, dass man zwei Arten, von denen die Raupen nicht bekannt waren, anhand der vermuteten Nahrungspflanze mit entsprechenden Blättern auf ebendiesen nachweisen konnte.

## Vorkommen und Lebensweise
Acht Arten der Gattung treten nördlich von Mexiko auf. Eine von ihnen findet man nördlich bis in den Süden Kanadas. Das Hauptverbreitungsgebiet dort ist Texas und Arizona.
Die Falter sind nachtaktiv und werden durch künstliche Lichtquellen angezogen; Männchen häufiger als Weibchen. Vor dem Anflug haben sie im Flug starke Ähnlichkeit mit Schwärmern. Kurz nach dem Absetzen falten sie ihre Flügel über dem Körper zusammen und verbleiben bis zum Morgengrauen an der Lichtquelle. Die Larven fressen hauptsächlich an holzigen Hülsenfrüchtlern (Fabaceae).

## Entwicklung
Anfangs klammern sich die jungen Raupen an der Unterseite der Blattstängel fest und fressen an der Basis der Blätter. Später fressen sie den Stängel an, um das Blatt nach hinten zu knicken und aus dieser Position ganz zu fressen. Bei mehreren Arten positionieren die jungen Raupen ihre Scoli am Rücken des Thorax so nebeneinander, dass ihr Körperumriss dadurch aufgelöst wird. Zumindest von den Raupen von Sphingicampa hubbardi ist bekannt, dass sie im UV-Licht fluoreszieren, was vermutlich auch bei den anderen Arten der Gattung auftritt. Die Entwicklung der Raupen verläuft relativ schnell, weswegen zumindest in Teilen des nordamerikanischen Verbreitungsgebietes mehrere Generationen pro Jahr ausgebildet werden. Kurz vor der Verpuppung verfärben sich die Raupen dunkel und die vergrößerten Scoli am Rücken krümmen sich nach hinten. Die Raupen verlassen ihre Nahrungspflanzen, um sich kopfüber in lockerer Erde einzugraben. Die Scoli helfen ihnen dabei beim Vorwärtskommen. Aus Aufzuchten ist bekannt, dass sie sich zumindest bis in eine Tiefe von 12 bis 15 Zentimetern graben. Die Verpuppung erfolgt in einer Kammer, deren Ränder leicht verdichtet sind.

## Taxonomie und Systematik
Die taxonomische Status der Gattung bzw. die Verwandtschaftsverhältnisse der Arten wurde im letzten Jahrhundert kontrovers diskutiert und änderten sich mehrmals. Die Arten wurden in die beiden Gattungen Adelocephala und Syssphinx aufgeteilt, die Gattung Sphingicampa wurde als Untergattung zur Gattung Syssphinx und später Dryocampa gestellt und letztlich wieder aufgrund von morphologischen Merkmalen der Falter unter der Gattung Sphingicampa vereint. Dieser Ansicht folgen auch Tuskes & Collins, die davon ausgehen, dass die Gattung nahe mit den Gattungen Anisota, Dryocampa und Adelocephala verwandt ist.
The Global Lepidoptera Names Index des Natural History Museum listet folgende Arten der Gattung:
- Sphingicampa hubbardi (Dyar, 1902)
- Sphingicampa heiligbrodti (Harvey, 1877)
- Sphingicampa smithi (Druce, 1904)
- Sphingicampa bicolor (Harris, 1841)
- Sphingicampa colloida (Dyar, 1925)
- Sphingicampa colla (Dyar, 1907)
- Sphingicampa modena (Dyar, 1913)
- Sphingicampa albolineata (Grote & Robinson, 1866)
- Sphingicampa sinaloana (Schaus, 1920)
- Sphingicampa montana (Packard, 1905)
- Sphingicampa blanchardi Ferguson, 1971
- Sphingicampa quadrilineata (Grote & Robinson, 1867)
- Sphingicampa amena (Travassos, 1941)
- Sphingicampa malinalcoensis Lemaire, 1974
- Sphingicampa mexicana (Boisduval, 1871/72)
- Sphingicampa bisecta (Lintner, 1879)
- Sphingicampa ocellata (Rothschild, 1907)
- Sphingicampa cananche (Bouvier, 1927)
- Sphingicampa dollii (Packard, 1905)
- Sphingicampa gadouae (Lemaire, 1971)
- Sphingicampa thiaucourti Lemaire, 1975

## Belege